# 가지무침
가지찜은 가지를 주재로 한 한국음식이다. 일반적으로 간장이 주요 양념이 되지만, 지역에 따라 고추장이나 고춧가루가 들어가기도 한다.